# دم‌چلچله‌ای خال‌زرد
دم‌چلچله‌ای خال‌زرد (نام علمی: Battus laodamas) گونه‌ای از پروانه است که در تیره پروانه‌های دم‌چلچله‌ای قرار دارد. 